# Anila Wilms

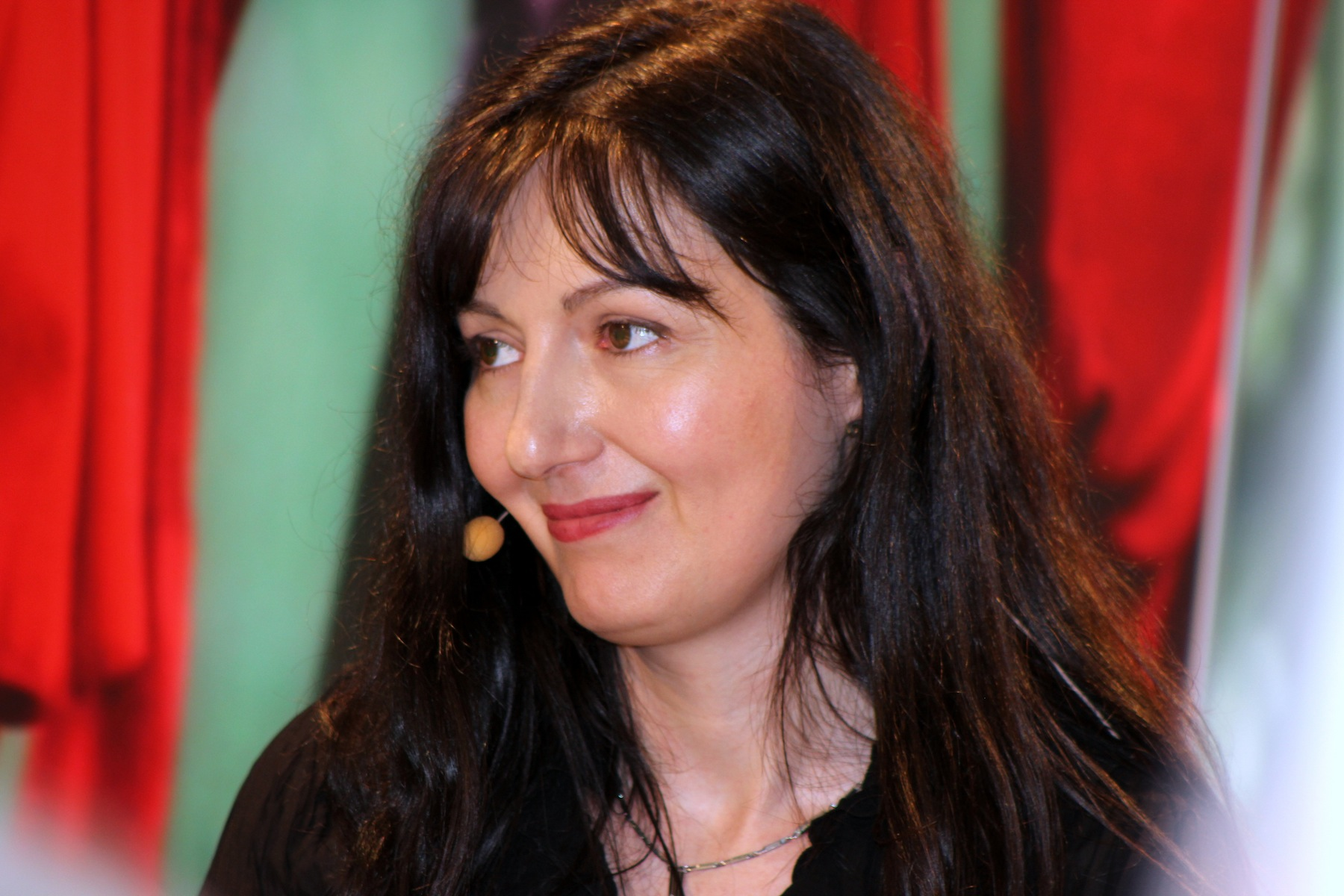
Anila Wilms auf der Frankfurter Buchmesse (2013)

Anila Wilms (* 1971 in Tirana) ist eine albanische Schriftstellerin.

## Leben
Anila Wilms wurde in Tirana geboren und wuchs in der albanischen Hafenstadt Durrës auf. Mütterlicherseits stammt sie aus einer Familie von reichen und politisch einflussreichen Beys, die nach 1945 als die „natürlichen“ Feinde des kommunistischen Regimes enteignet und entmachtet wurden. Von 1989 bis 1993 studierte sie Geschichte und Philologie an der Universität Tirana.
Als DAAD-Stipendiatin kam sie 1994 nach Berlin und lebt dort seither als Autorin und Publizistin. Im August 2012 erschien in Berlin ihr erster Roman Das albanische Öl oder Mord auf der Straße des Nordens, der auf historischen Forschungen beruht. Sie hatte das Buch zunächst auf Albanisch geschrieben und 2007 in Tirana veröffentlicht. Danach übertrug sie den Roman, angepasst an die andere Leserschaft, in die deutsche Sprache.

## Auszeichnungen
- Förderpreis des Adelbert-von-Chamisso-Preises 2013[3]
- Stuttgarter Krimipreis 2013
- Comburg Stipendium 2014[4]

## Werke
- Anila Wilms: Vrasje në rrugën e veriut. Onufri, Tirana 2007, ISBN 978-99943-42-16-7.
  - Das albanische Öl oder Mord auf der Straße des Nordens. Transit, Berlin 2012, ISBN 978-3-88747-279-5.